# Карлос Гутиерес
Карлос Гутиерес (на испански: Carlos M. Gutierrez) е 35-ият секретар по търговията в Правителството на Съединените американски щати.
Преди да поеме поста е управляващ директор на компанията „Kellogg“.

## Биография
Гутиерес е роден в столицата на Куба - Хавана, на 4 ноември 1953 година, в семейство на собственици на ананасови плантации. Когато започва революцията, предвождана от Фидел Кастро, семейството емигрира в Маями, Флорида, САЩ.
Малко по-късно семейството се премества да живее в Мексико, където Карлос завършва своето образование, през 1975 година. Започва работа в компанията „Kellog“. постепенно се изкачва в йерархията, като през 1990 година се премества да живее и работи в централата на компанията в САЩ. През 1999 година става управляващ директор.
Подава оставка от поста в компанията на 9 ноември 2004 г., когато получава предложение от президента Джордж У. Буш за поста секретар по търговията. Заема длъжността от 7 февруари 2005 г., наследявайки на поста Доналд Евънс, до 20 януари 2009 г.
Семеен е, има син и 2 дъщери.